# The Marshall Tucker Band
The Marshall Tucker Band es un grupo de rock estadounidense. Combina estilos musicales como el rock, el rhythm and blues, el jazz, el country y el gospel. La agrupación ha estado activa durante más de cuarenta años, con cambios constantes en su formación.
La alineación original de Marshall Tucker Band, formada en 1972, incluía al guitarrista, vocalista y compositor Toy Caldwell (1947–1993), el vocalista Doug Gray, el teclista y flautista Jerry Eubanks, el guitarrista George McCorkle, el baterista Paul Riddle y el bajista Tommy Caldwell. Firmaron por Capricorn Records y en 1973 lanzaron su primer álbum de estudio, titulado The Marshall Tucker Band.
Después de la muerte de Tommy Caldwell en un accidente automovilístico en 1980, fue reemplazado por el bajista Franklin Wilkie. Muchos de los músicos originales se retiraron de la agrupación a mediados de los ochenta para iniciar sus propios proyectos musicales. La formación más común de la agrupación consiste en Gray como cantante, Marcus James Henderson en los teclados, Rick Willis en guitarras, Pat Elwood en el bajo y B.B. Borden como baterista.

## Músicos
- Doug Gray - voz
- Marcus James Henderson - teclados, flauta
- Chris Hicks - guitarra
- Rick Willis - guitarras
- Pat Ellwood - bajo
- B.B. Borden - batería

## Discografía

### Estudio
| Año  | Álbum                                                   | Posición en las listas | Posición en las listas | Posición en las listas | RIAA    | Sello          |
| Año  | Álbum                                                   | Billboard              | Top Country            | Canadá                 | RIAA    | Sello          |
| ---- | ------------------------------------------------------- | ---------------------- | ---------------------- | ---------------------- | ------- | -------------- |
| 1973 | The Marshall Tucker Band                                | 29                     | —                      | —                      | Oro     | Capricorn      |
| 1974 | A New Life                                              | 37                     | —                      | 35                     | Oro     | Capricorn      |
| 1974 | Where We All Belong                                     | 54                     | —                      | 91                     | Oro     | Capricorn      |
| 1975 | Searchin' for a Rainbow                                 | 15                     | 21                     | —                      | Oro     | Capricorn      |
| 1976 | Long Hard Ride                                          | 32                     | 21                     | 64                     | —       | Capricorn      |
| 1977 | Carolina Dreams                                         | 23                     | 22                     | 7                      | Platino | Capricorn      |
| 1978 | Together Forever                                        | 22                     | 26                     | 24                     | Oro     | Capricorn      |
| 1979 | Running Like the Wind                                   | 30                     | —                      | —                      | —       | Warner Bros.   |
| 1980 | Tenth                                                   | 32                     | —                      | —                      | —       | Warner Bros.   |
| 1981 | Dedicated                                               | 53                     | —                      | —                      | —       | Warner Bros.   |
| 1982 | Tuckerized                                              | 95                     | —                      | —                      | —       | Warner Bros.   |
| 1983 | Just Us                                                 | 204                    | —                      | —                      | —       | Warner Bros.   |
| 1983 | Greetings from South Carolina                           | 202                    | —                      | —                      | —       | Warner Bros.   |
| 1988 | Still Holdin' On                                        | —                      | —                      | —                      | —       | Mercury        |
| 1990 | Southern Spirit                                         | —                      | —                      | —                      | —       | Capitol        |
| 1992 | Still Smokin'                                           | —                      | —                      | —                      | —       | Cabin Fever    |
| 1993 | Walk Outside the Lines                                  | —                      | —                      | —                      | —       | Cabin Fever    |
| 1998 | Face Down in the Blues                                  | —                      | —                      | —                      | —       | K-Tel          |
| 1999 | Gospel                                                  | —                      | —                      | —                      | —       | K-Tel          |
| 2003 | Stompin' Room Only                                      | —                      | —                      | —                      | —       | Shout! Factory |
| 2004 | Beyond the Horizon                                      | —                      | —                      | —                      | —       | Shout! Factory |
| 2005 | Carolina Christmas                                      | —                      | —                      | —                      | —       | Shout! Factory |
| 2006 | Live on Long Island                                     | —                      | —                      | —                      | —       | Shout! Factory |
| 2007 | The Next Adventure                                      | —                      | —                      | —                      | —       | Shout! Factory |
| 2008 | Carolina Dreams Tour '77                                | —                      | —                      | —                      | —       | Shout! Factory |
| 2010 | Way Out West! Live From San Francisco 1973              | —                      | —                      | —                      | —       | Shout! Factory |
| 2011 | The Marshall Tucker Band's Doug Gray: Soul of the South | —                      | —                      | —                      | —       | Shout! Factory |
| 2013 | Live! From Spartanburg, South Carolina                  | —                      | —                      | —                      | —       |                |

### Álbumes recopilatorios
| Año  | Álbum                       | Posición en las listas | Posición en las listas | Posición en las listas | RIAA    | Sello          |
| Año  | Álbum                       | Billboard              | Top Country            | Canadá                 | RIAA    | Sello          |
| ---- | --------------------------- | ---------------------- | ---------------------- | ---------------------- | ------- | -------------- |
| 1978 | Greatest Hits               | 67                     | 19                     | 68                     | Platino | Capricorn      |
| 1994 | The Capricorn Years         | —                      | —                      | —                      | —       | Era            |
| 1996 | Country Tucker              | —                      | —                      | —                      | —       | K-Tel          |
| 1997 | The Encore Collection       | —                      | —                      | —                      | —       | BMG            |
| 1997 | MT Blues                    | —                      | —                      | —                      | —       | K-Tel          |
| 2005 | Anthology                   | —                      | —                      | —                      | —       | Shout! Factory |
| 2006 | Where a Country Boy Belongs | —                      | —                      | —                      | —       | Shout! Factory |
| 2008 | Collector's Edition         | —                      | —                      | —                      | —       | Madacy         |
| 2009 | Love Songs                  | —                      | —                      | —                      | —       | Shout! Factory |
| 2009 | Essential 3.0               | —                      | —                      | —                      | —       | Shout! Factory |
| 2011 | Greatest Hits               | —                      | —                      | —                      | —       | Ramblin'       |

### Sencillos
| Año                          | Sencillo                               | Posición en las listas | Posición en las listas | Posición en las listas     | Posición en las listas | Posición en las listas | Posición en las listas | Álbum                    |
| Año                          | Sencillo                               | Billboard Hot 100      | Hot Country Songs      | Hot Mainstream Rock Tracks | Canadá                 | Country Canadá         | Canadá AC              | Álbum                    |
| ---------------------------- | -------------------------------------- | ---------------------- | ---------------------- | -------------------------- | ---------------------- | ---------------------- | ---------------------- | ------------------------ |
| 1973                         | "Can't You See"                        | 108                    | —                      | —                          | —                      | —                      | —                      | The Marshall Tucker Band |
| 1973                         | "Take The Highway"                     | —                      | —                      | —                          | —                      | —                      | —                      | The Marshall Tucker Band |
| 1974                         | "Another Cruel Love"                   | —                      | —                      | —                          | —                      | —                      | —                      | A New Life               |
| 1975                         | "This Ol' Cowboy"                      | 78                     | —                      | —                          | —                      | —                      | —                      | Where We All Belong      |
| 1975                         | "Fire on the Mountain"                 | 38                     | —                      | —                          | 81                     | —                      | —                      | Searchin' for a Rainbow  |
| 1976                         | "Searchin' for a Rainbow"              | 104                    | 82                     | —                          | —                      | —                      | —                      | Searchin' for a Rainbow  |
| 1976                         | "Long Hard Ride"                       | —                      | 63                     | —                          | —                      | —                      | —                      | Long Hard Ride           |
| 1977                         | "Heard It in a Love Song"              | 14                     | 51                     | —                          | 5                      | 38                     | 24                     | Carolina Dreams          |
| 1977                         | "Can't You See (En Vivo)"              | 75                     | —                      | —                          | 57                     | —                      | 39                     | Greatest Hits            |
| 1978                         | "Dream Lover"                          | 75                     | —                      | —                          | 80                     | —                      | —                      | Together Forever         |
| 1978                         | "I'll Be Loving You"                   | —                      | —                      | —                          | —                      | —                      | —                      | Together Forever         |
| 1979                         | "Last of the Singing Cowboys"          | 42                     | —                      | —                          | 97                     | —                      | —                      | Running Like the Wind    |
| 1979                         | "Running Like the Wind"                | —                      | —                      | —                          | —                      | —                      | —                      | Running Like the Wind    |
| 1980                         | "It Takes Time"                        | 79                     | —                      | —                          | —                      | —                      | —                      | Tenth                    |
| 1980                         | "Without You"                          | —                      | —                      | —                          | —                      | —                      | —                      | Tenth                    |
| 1981                         | "This Time I Believe"                  | 106                    | —                      | —                          | —                      | —                      | —                      | Dedicated                |
| 1981                         | "Silverado"                            | —                      | —                      | 60                         | —                      | —                      | —                      | Dedicated                |
| 1981                         | "Tell the Blues to Take Off the Night" | —                      | —                      | —                          | —                      | —                      | —                      | Dedicated                |
| 1981                         | "Love Some"                            | —                      | —                      | —                          | —                      | —                      | —                      | Dedicated                |
| 1982                         | "Mr. President"                        | —                      | —                      | —                          | —                      | —                      | —                      | Tuckerized               |
| 1982                         | "Reachin' for a Little Bit More"       | —                      | —                      | —                          | —                      | —                      | —                      | Tuckerized               |
| 1983                         | "A Place I've Never Been"              | —                      | 62                     | —                          | —                      | —                      | —                      | Just Us                  |
| 1987                         | "Hangin' Out in Smokey Places"         | —                      | 44                     | —                          | —                      | —                      | —                      | Still Holdin' On         |
| 1988                         | "Once You Get the Feel of It"          | —                      | 79                     | —                          | —                      | —                      | —                      | Still Holdin' On         |
| 1988                         | "Still Holdin' On"                     | —                      | —                      | —                          | —                      | —                      | —                      | Still Holdin' On         |
| 1992                         | "Driving You Out of My Mind"           | —                      | 68                     | —                          | —                      | —                      | —                      | Still Smokin'            |
| 1993                         | "Walk Outside the Lines"               | —                      | 71                     | —                          | —                      | —                      | —                      | Walk Outside the Lines   |
| "—" no ingresó en las listas |                                        |                        |                        |                            |                        |                        |                        |                          |